# Krabičková dieta
Krabičková dieta je jednou z mnoha druhů redukčních diet. Snaží se přimět své uživatele konzumovat stravu v omezeném množství, za to však častěji.

## Princip fungování
Krabičková dieta funguje na principu pravidelného dávkování dieteticky upraveného jídla, přičemž konzument nesmí jíst nic jiného. Cílem je přimět a hlavně naučit konzumenta tomu, aby jedl v pravidelných intervalech malé množství jídla místo toho, aby jedl jen třikrát denně velké porce. 

### Struktura diety
Jíst byste měli  5krát denně. 
1. Vydatnější snídani obsahující cereálie [1].
2. Lehkou svačinu před oběhem v podobě ovoce nebo zeleniny.
3. Lehký oběd [2].
4. Malou svačinu, například v podobě zeleninového salátu.
5. Večeře by pak měla být jen malou tečkou za celým dnem. Ideální je jíst k večeři potraviny bohaté na proteiny, které vám pomohou lépe usnout.[3]

### Co jíst při krabičkové dietě
Přestože by složení vaší stravy mělo být od dietologa šité na míru přímo vám, můžeme se podívat na pár rad, které vám pomohou při domácím sestavování jídelníčku.
Předně je potřeba, aby vaše jídlo obsahovalo čerstvé ovoce a zeleninu, ideálně v syrovém stavu. Zde je potřeba zmínit to, že je lepší konzumovat domácí sezónní produkty, místo konzumace cizokrajného nezralého ovoce a zeleniny. Dále nahraďte klasické pečivo pečivem celozrnným, které neobsahuje tolik nebezpečného lepku. Nezapomínejte také na doplňování proteinů pomocí libového masa a ryb. Omezte množství přijímaného cukru a v neposlední řadě dodržujte pitný režim.
Co se týče množství přijímané potravy, tak nemá smysl příliš kalkulovat s energetickým obsahem každého lístečku salátu, který si dáte do jídla. Je to příliš komplikované a zbytečné. Místo toho se naučte automaticky připravovat takové množství jídla, které vás dostatečně zasytí. V obchodě nezapomínejte na to, že je potřeba kupovat kvalitní potraviny. Mnohé z nich v supermarketu nekoupíte. Především, med, vajíčka, ovoce a zeleninu byste si měli shánět přímo u zdroje.
Pokud si nechcete připravovat své krabičky každý den, můžete si svou dietní stravu objednat u nějaké z firem, které se na tento druh diety specializují.